# 重箱入りぼたもち
重箱入りぼたもち（じゅうばこいりぼたもち）、重箱入りおはぎは、千葉県の郷土料理である。一般的なぼたもちやおはぎとは異なり、一つ一つ丸めずに、重箱に詰めることが大きな特徴である。みつめのぼたもちとも呼ばれる。

## 概要
千葉県北部、船橋市飯山満町など船橋市の一部、市川市行徳地域などに伝わる。
もち米とあんこを層にして重箱に敷き詰める。仏事以外の場合は、もち米の下にもあんこを敷いて3層にすることもある。

## みつめのぼたもち
茨城県の鹿嶋市、神栖市、水戸市などや千葉県の銚子市、市原市など、神奈川県や愛知県など一部の地域では、1人目の子どもが生まれて3日目にぼたもちを作って配り、祝いの風習で食べられてきた。
食糧を満足に得ることが難しかった時代に栄養価の高いもち米や小豆を使ったぼたもちを母親に食べさせ、母乳の出を良くしようとしたことが始まりだという説もある。この時のぼたもちをみつめのぼたもちと呼ぶ。
千葉県では、みつめのぼたもちも当初は重箱入りであったが、一つ一つ丸めて「箱に3つ詰める」という形に変化している。